# Kordaity
Kordaity jsou skupinou vymřelých prvohorních rostlin, patřící pravděpodobně mezi nejstarší jehličnany či jejich blízké předchůdce. Objevily se v období karbonu. Na přelomu karbonu a permu tvořily významnou složku tehdejší lesní vegetace. Rostly společně se stromovými plavuněmi a přesličkami ve vlhkých až bažinatých pralesích, o čemž svědčí vodorovné rozložení kořenů, a spolu s nimi se podílely na vzniku černouhelných slojí. V období permu či nejpozději raného triasu kompletně vyhynuly. Fosilní nálezy pocházejí z oblastí euramerických, sibiřských i gondwanských.
Vzhledem i morfologií připomínaly poněkud dnešní jehličnany. Byly to bohatě větvené stromy či keře s druhotně tloustnoucím kmenem, který měl tenkou kůru a mohutnou dřeň; listy byly střídavě postavené, 20–70 cm dlouhé, kopinaté či kopisťovité, jednoduché, se souběžnou žilnatinou. Rozmnožovacími orgány byly jednopohlavné, jehnědám podobné šištice přizpůsobené anemogamii. K vývoji embrya mohlo docházet až po opadnutí semenných šištic na zem; některé druhy byly pravděpodobně dvoudomé.

Název je odvozen od jména českého paleontologa a mykologa Augusta Josefa Cordy. Jde o poměrně homogenní skupinu organismů, jejich taxonomické zařazení do systému rostlin není však dosud zcela vyjasněno, obvykle se považují za třídu (Cordaitopsida) v rámci široce pojatých nahosemenných, popřípadě za vymřelý řád jehličnanů (jako Cordaitales).

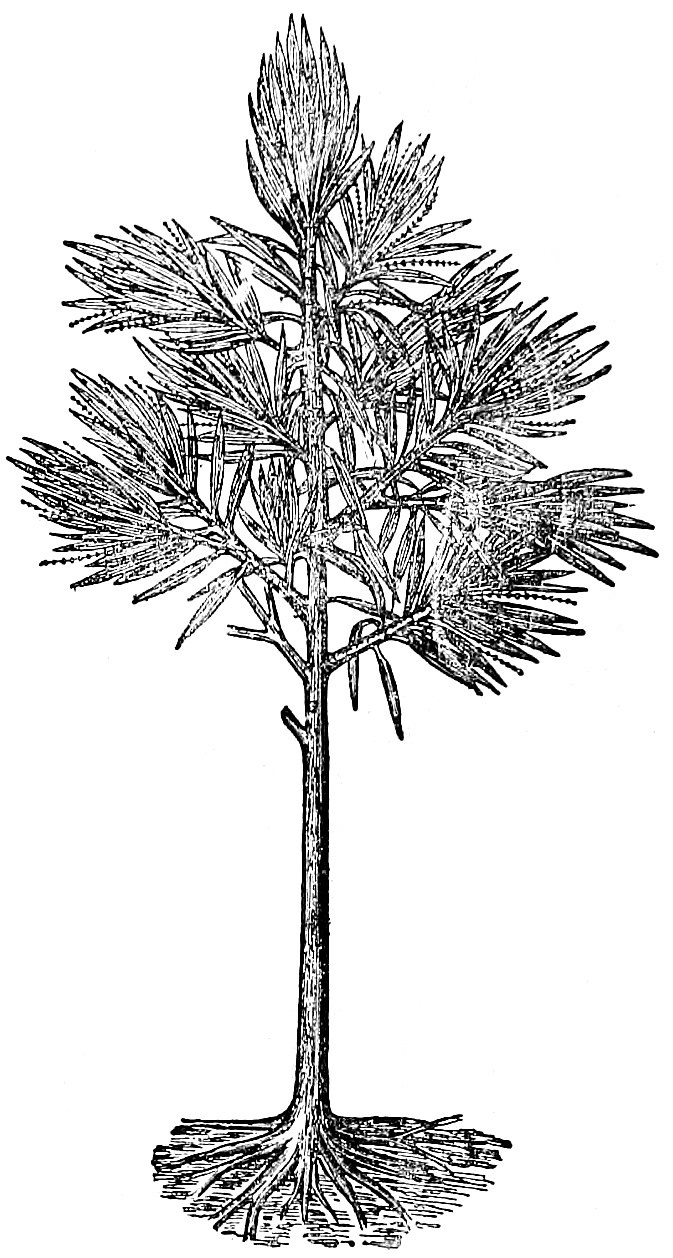
Rekonstrukce možné podoby kordaitů
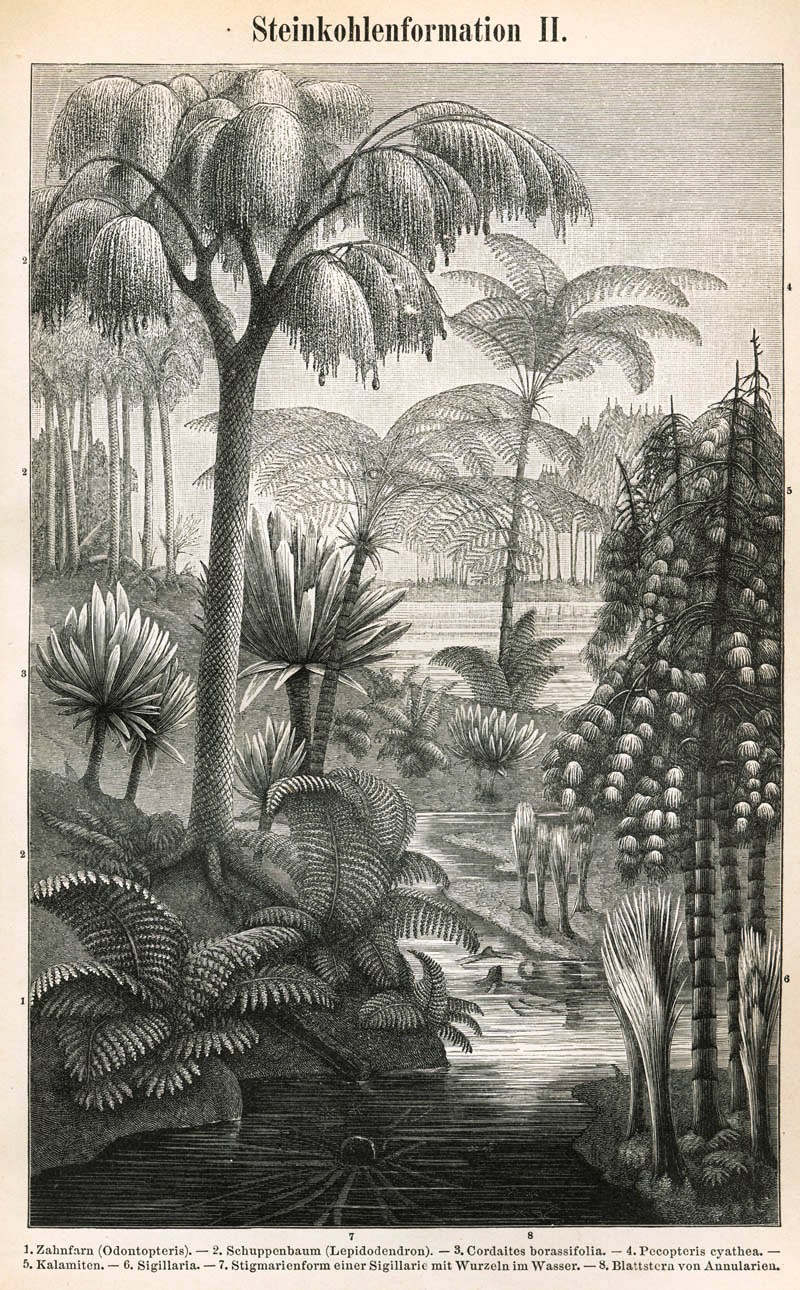
Představa pozdně prvohorní vegetace (zástupce kordaitů pod číslem 3)
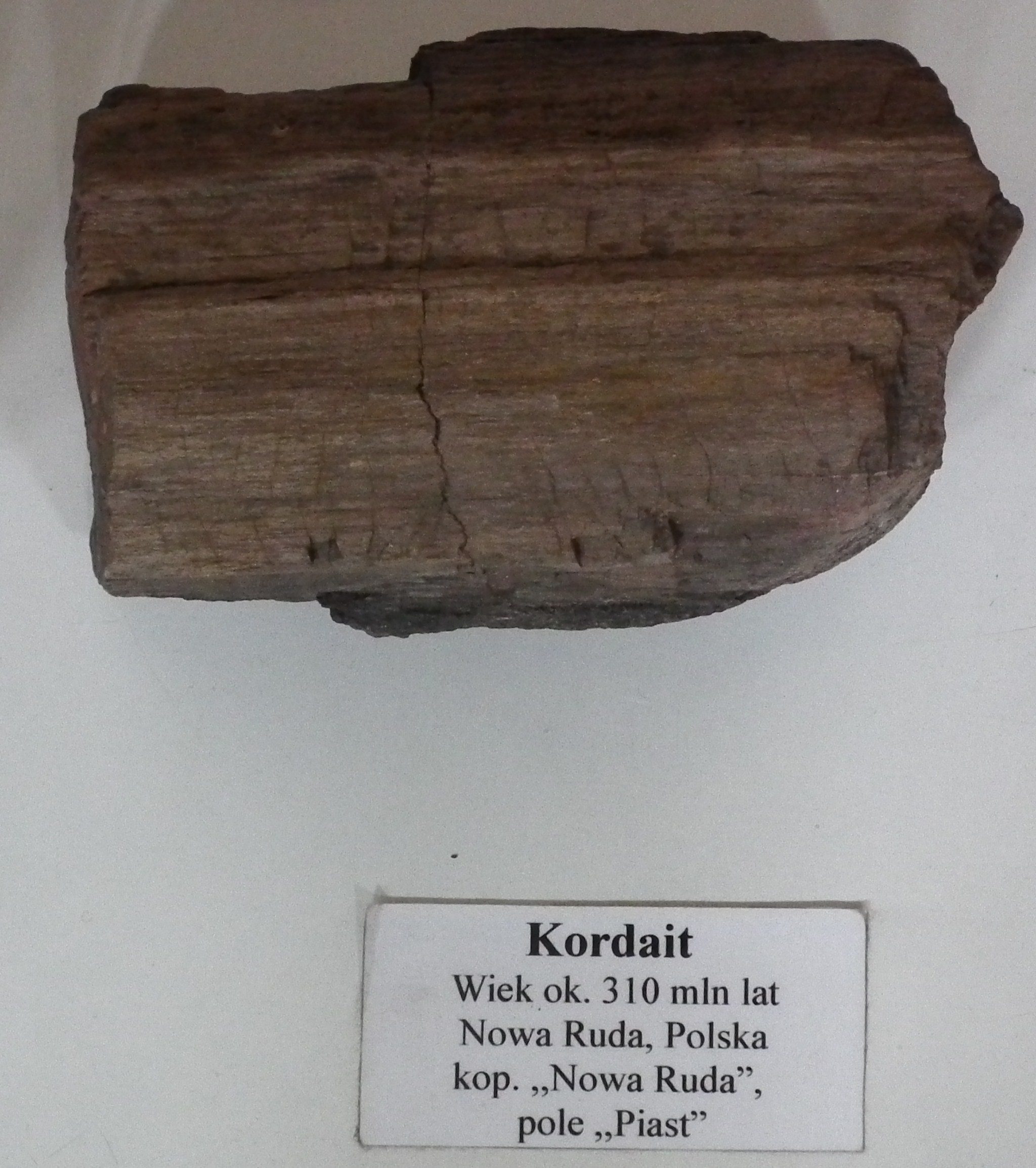
Zkamenělé dřevo kordaitu